# Уитмор, Эдвард
Эдвард Уитмор (англ. Edward Whittemore, 26 мая 1933 — 3 августа 1995) — американский писатель, автор пяти романов, написанных между 1974 и 1987 годами, в стиле магического реализма.

## Биография
Уитмор родился 26 мая 1933 года в Манчестере, штат Нью-Гэмпшир. В семье был младшим ребёнком среди пяти детей. Был дважды женат, в браке с первой женой у него родились две дочери.
Закончив в июне 1951 года Deering High School в Портленде, штат Мэн, он поступил в Йельский университет, где изучал историю. Во время учёбы работал в местной газете. В университете входил в братство «Zeta Psi», на последнем курсе был избран в одно из влиятельнейших обществ студентов-старшекурсников — «Свиток и ключ» («Scroll and Key»)
. В 1955 году возглавлял редакционный совет «Yale News».
После учёбы Уитмор служил морским пехотинцем, дослужился до офицера, и в 1958 году, в Японии был завербован ЦРУ. Закончил ускоренный курс японского языка и почти 10 лет работал под прикрытием в качестве репортера «The Japan Times». Он посетил многие страны Европы, Крит, Иерусалим, Дальний и Средний Восток. Оставив службу, вернулся в США. Некоторое время проработал в администрации мэра Нью-Йорка Джона Линдси.
Пятнадцать лет писатель прожил в Иерусалиме — там он создал свои самые известные произведения — четыре романа «Иерусалимского квартета». После 1981 года писатель часто приезжал в Нью-Йорк, где жил в районе Лексингтон-авеню, а затем на Третьей авеню, продолжая много работать.
После того, как Уитмор закончил последний роман тетралогии «Иерихонская мозаика», он вернулся жить в США. Прожив полгода в Нью-Йорке писатель переехал в фамильный особняк в Дорсете, штат Вермонт. Его друг Томас С. Уоллес отмечает, что Эдвард Уитмор «в своих романах показывает доскональное знание ремесла разведчика, любовь к Ближнему Востоку, преданность Священному городу и страстное желание мира и понимания между арабами, евреями (да и христианами)»
.
Он закончил жизнь в бедности, работая копировальщиком в адвокатской конторе. Писатель умер 3 августа 1995 года от рака простаты, оставив незавершенным свой последний роман «Sister Sally and Billy the Kid».

## Критика
В 1974 году вышел первый роман Уитмора «Шанхайский цирк Квина», который критики тут же стали сравнивать с книгами Томаса Пинчона. Рецензии на роман были благожелательные, Джером Чарин в «The New York Review of Books» отмечал, что роман — «по настоящему сумасшедшая книга, полная загадок, истин, неправд, умственно отсталых гениев, некрофилов, магов, карликов, циркачей, секретных агентов… чудесное переосмысление истории нашего века»
. «Nation» отмечал, что «Уитмор — обманчиво ясный стилист. Будь его синтаксис так же вычурен, как у Пинчона, или так же откровенно грандиозен, как у Набокова или Фуэнтеса, его прошедшие почти незамеченными романы могли бы привлечь то внимание, которого они безусловно заслуживают»
. Хотя общие продажи были небольшими, но один литературный критик назвал «Иерусалимский квартет» «лучшей метафорой разведки в американской прозе за последние годы». По мнению, журнала «Publishers Weekly», Уитмор — это «лучший неизвестный романист Америки», а роман «Нильские тени» — «одним из самых амбициозных шпионских романов за всю историю литературы»
.

## Произведения
Романы:
- Quin’s Shanghai Circus — «Шанхайский цирк Квина» (1974)

Тетралогия «Иерусалимский квартет»:
- Sinai Tapestry — «Синайский гобелен» (1977)
- Jerusalem Poker — «Иерусалимский покер» (1978)
- Nile Shadows — «Нильские тени» (1983)
- Jericho Mosaic — «Иерихонская мозаика» (1987)

## Публикации на русском языке
- Уитмор Э. Иерусалимский покер. — М.: Эксмо, 2005. — С. 560. — ISBN 5-699-11731-8.
- Уитмор Э. Синайский гобелен. — М.: Эксмо, 2004. — С. 368. — ISBN 5-699-05520-7.
- Уитмор Э. Шанхайский цирк Квина. — М.: Эксмо, 2006. — С. 368. — ISBN 5-699-14178-2.